# Nowopawłowsk
Nowopawłowsk (ros. Новопавловск) – miasto w Kraju Stawropolskim w Rosji. Zostało założone w roku 1777. Miasto jest położone na lewym brzegu rzeki Kura. Populacja to 23,235 osób (spis z 2002 r.).

## Skład narodowościowy
- Rosjanie 84,2%
- Ormianie 4,8%
- Romowie 4,3%
- Ukraińcy 2,2%
- Koreańczycy 1.1%